# Equipamento multifuncional

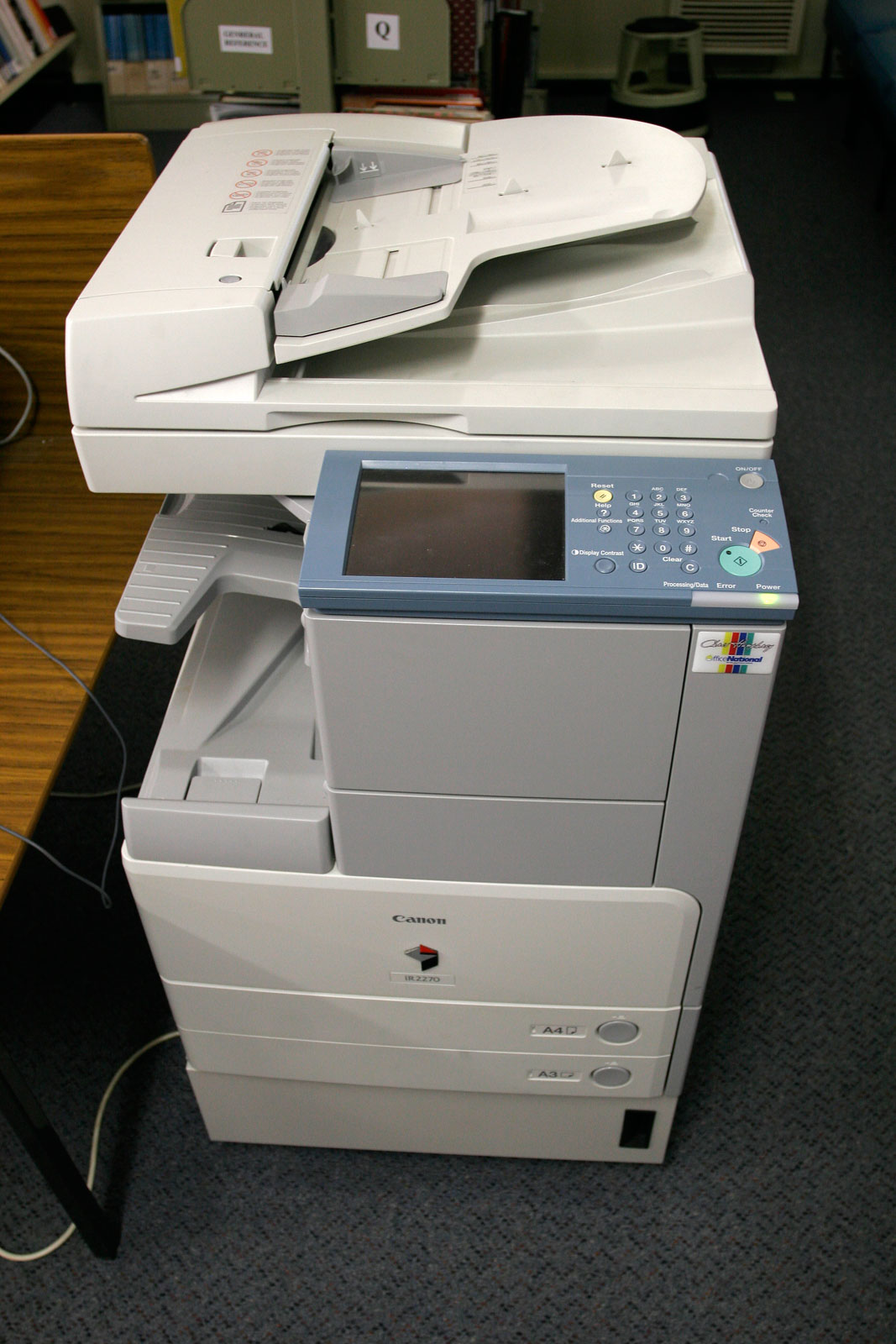
Canon IR2270, uma multifuncional que é uma fotocopiadora e impressora.

Um equipamento multifuncional é aquele que possui múltiplas utilidades. Geralmente consiste de um equipamento integrado por digitalizador (ou Scanner), impressora, copiadora e fax (geralmente através de software). Utilizado actualmente tanto por grandes como por pequenas empresas, encontra-se actualmente a entrar no mercado doméstico.
Atualmente este tipo de equipamento conta com características mais avançadas no tratamento e gestão documental da informação tais como: enviar imagens colocadas no digitlizador directamente para uma pasta (scan to folder), para um endereço electrónico (scan to e-mail), entre mais um sem número de funções a nível da impressão, copia e FAX.
Hoje em dia a marcas mais importantes nesta área são a Konica Minolta, Ricoh, Xerox, Kyocera,Brother, Sharp e OKI nos equipamentos de escritório. Para uso pessoal a HP, Samsung e Epson são as marcas mais comuns.